# Gesunda
Gesunda est une localité de Suède dans la commune de Mora située dans le comté de Dalécarlie.
Sa population était de 279 habitants en 2019.